# Putopis Evlije Čelebija
Sejahatnama (Putopis Evlije Čelebija) je putopisno djelo turskog vojnika, činovnika i putopisca Evlije Čelebija. 

## Sadržaj Sejahatname

### Prvi svezak
Detaljan opis Carigrada, kronopis imperija od Mehmeda II. do Mehmeda IV., autobiografske natuknice i drugo.

### Drugi svezak
Kronopis turske države od Osmana I. do Bajazida II., opis putovanja od Carigrada do Burse...

### Treći svezak
Opis putovanja od Uskudara do Damaska, prvi djelomičan opis nekih dijelova europskog dijela Turske (Opis Sofije).

### Četvrti svezak
Opis kurdskih plemena i dijelova Perzije, opisi putovanja u Van, Bagdad, po Mezopotamiji...

### Peti svezak
Nastavak opisivanja putovanja po istočnim provincijama, dojmovi nakon pohoda protiv erdeljskog kneza Rakocija II., opisi mađarskih, srbijanskih, bosanskohercegovačkih, hrvatskih i makedonskih mjesta...
- Putovanje iz Velikog Varadina u Bosnu
- Opis Beograda
- Putovanje u Varad
- Putovanje iz Varada u Bosnu
- Putovanje iz Sarajeva u Livno
- Prolazak kroz Busovaču
- Putovanje s Livanjskog polja do Zadra i Šibenika
- Putovanje od Zadra do Koruške, Slavonije i Mure
- Putovanje od Zadra do Kupreškog polja
- Putovanje od Kupreškog polja do Šibenika, Splita, Klisa
- Vojni pohod prema Šibeniku
- Putovanje iz Bosanskog ejaleta u Banju Luku
- Putovanje s Livanjskog polja u Mletački vilajet
- Sastanak sa splitskim generalom
- Putovanje iz Banje Luke u gradove četiri sandžaka
- Putovanje iz Krčkog sandžaka u sandžake Cernik i Grabovica
- Opis vilajeta Zrinjskog
- O svrgnuću Melek Ahmed-paše s Bosanskog ejaleta
- Popis gradova u sedam sandžaka Bosanskog ejaleta
- Opis sela i kasaba Rumelijskog ejalata
- Putovanje iz Sofije u deset kadiluka

### Šesti svezak
Opisi putovanja po Hrvatskoj, Srbiji, Bosni i Hercegovini, Crnoj Gori, Makedoniji, Mađarskoj, Albaniji, Erdelju, Bugarskoj, prikaz nekih vojnih pohoda i drugo.
- Putovanje iz Beograda u Albaniju
- Putovanje iz Albanije u Samakov
- Putovanje iz Vidina u Beograd
- Putovanje iz Beograda u Ugarsku i Almaniju
- Putovanje Beograd – Užička Požega – Beograd
- Putovanje iz Beograda u Hercegovački sandžak
- Putovanje u vilajet Dubrovnik
- Putovanje iz Dubrovnika u Carigrad
- Putovanje iz Bileće do Kotora i Perasta
- Putovanje iz Risna u Pivu i Nikšić
- Putovanje iz Risna na Gatačko polje
- Odlazak s Gatačkog polja
- Putovanje iz Hercegovine u Novigrad
- Putovanje iz Sarajeva u Novi Zrin
- Putovanje u grad Kanjižu
- Putovanje u pokrajine Korušku, Međimurje i Slavoniju

### Sedmi svezak
Prikazi putovanja Austriji, Sloveniji, Hrvatskoj, Mađarskoj, opis putovanja na Krim...
- Putovanje iz Ujvara do Beograda (opis konaka)
- Putovanje Beograd - Ugarski vilajet (s opisom konaka)
- Putovanje u segedinski sandžak
- Putovanje u vilajet Vlašku

### Osmi svezak
Dojmovi s putovanja po Grčkoj i Albaniji, opis čerkeške zemlje i drugo.
- Putovanja po Ohridskom sandžaku (s opisom konaka)
  - Selo Babija
  - Selo Ćura
  - Granice Ohridskog sandžaka
  - Opis ribarske luke grada Struge
  - Opis Ohridskog jezera
  - Opis grada Struge
  - Opis ribarskog središta (sretnog grada Ohrida)
  - Selo Čeribaši
  - Opis velike gorske visoravni Istoka
  - Opis napredne kasabe Resena
- Putovanje iz Ohrida u Istanbul/Carigrad
  - Opis divne kasabe Podgradeca
  - Opis napredne kasabe Starova
  - Selo Paž
  - Opis velikog sela-kasabe Prespe
  - Opis Prespanskog jezera
  - Selo Derbent
  - Selo Gavato
  - Konak u Velikom Šeheru i Starom Gradu Bogom štićenom manastiru (samostanu)
  - Selo Beslu
  - Selo Varije
  - Selo Štip
  - Kasaba Radovišta
  - Kasaba Tikveš
  - Selo Čeribaši
  - Kasaba Vlandova
  - Opis Strumice
  - Dodatak opisu Strumice
  - Opis panađura Doljana

### Deveti svezak
Opisi Meke, Medine i uopće Arabije.

### Deseti svezak
Opis putovanja po Egiptu, Sudanu i Abesiniji.

## Vanjske poveznice
- Fehim Spaho, Hrvati u putopisu Evlije Ćelebije, hercegbosna.org